# Fernand Léger
Fernand Léger (4 de febrero de 1881-17 de agosto de 1955) fue un destacado pintor cubista francés de la primera mitad del siglo XX. La principal colección de sus obras puede verse en el Museo nacional Fernand-Léger, localizado en Biot, en los Alpes Marítimos, un museo del Estado francés inaugurado en 1960. La pintura de Fernand Léger se caracterizó por la confluencia con aspectos arquitectónicos, prestando especial importancia a las relaciones entre figuras, líneas y colores. Además, su preferencia por la pintura mural le permitió introducir en sus obras otros factores.

## Vida y obra
Nacido en Argentan, Normandía, en el seno de una familia campesina, quedó huérfano de padre antes de cumplir dos años. Recibió instrucción primero en la escuela de su pueblo natal y después en un instituto religioso de Tinchebray.
Entre 1897 y 1899 fue alumno de un arquitecto en Caen; en 1900 se traslada a París, donde trabajaba como dibujante de arquitectura, al tiempo que estudiaba en la Académie Julian. Tras cumplir su servicio militar (1902-1903), ingresó en la Escuela Nacional Superior de Artes Decorativas, al no conseguir plaza en la de Bellas Artes, donde, como alumno libre, recibió lecciones de Jean-Léon Gérôme y de Gabriel Ferrier. Visitó asiduamente el Museo del Louvre y, al igual que otros pintores de su generación, debió al impresionismo, iniciado en las galerías de la calle de Laffitte, la esencia de su formación artística.
Sus primeras obras datan de 1905 y son de clara influencia impresionista. 
En 1907, al igual que otros pintores parisinos, queda profundamente impresionado por la retrospectiva de Cézanne. En este mismo año entra en contacto con el primer cubismo de Picasso y Braque. 
Desde los primeros momentos, el cubismo de Léger se orienta hacia el desarrollo de la iconografía de la máquina. 
Desnudos en el bosque (1909-1910), inspirado posiblemente en el cuadro de Picasso de 1908 del mismo título, convierte el tema en una habitación llena de artefactos y robots, donde parece apartarse de la férrea doctrina de Cézanne de pintar a partir del cilindro y el cono; la sobriedad de los colores, unida a la actividad frenética de los robots, crea una atmósfera simbólica de un mundo nuevo y deshumanizado. En algunos aspectos es una anticipación del futurismo italiano. 
En 1910 expone con Braque y Picasso en la galería de Kahnweiler donde, en 1912, hace también su primera individual. Al siguiente año comienza a investigar sobre formas de máquinas representadas con colores primarios, llegando en ocasiones a una estructura abstracta que se hace más explícita con los títulos, como por ejemplo Contraste de formas, de 1913, donde se acerca a las ideas de Delaunay sobre los contrastes de color, aunque manteniendo la marcada tridimensionalidad de sus primeros trabajos. Su fascinación por las formas geométricas y los colores brillantes le lleva a menudo al borde de un arte abstracto, que siempre acaba rechazando.
En Escalera, de 1914, vuelve a pintar la figura y su entorno, pero construyéndola mediante las formas abstractas utilizadas anteriormente.
Entre 1914 y 1917 cumple su servicio militar. La experiencia de la guerra le revela las posibilidades visuales de las máquinas como iconos de la modernidad; aunque su estilo ya estaba predispuesto en esta dirección, a partir de entonces usa las formas cilíndricas y geométricas para idear un mundo mecanizado, aunque, a diferencia de los futuristas, no venera a la máquina, sino que quiere reconciliar sus formas metálicas y regulares con las formas orgánicas, para construir una visión humanista. 
La ciudad, de 1919, es una obra clave en las investigaciones de Léger sobre la relación de la realidad con la superficie pintada. En este
cuadro controla el habitual aspecto escultórico de su pintura a través de la rigidez arquitectónica, estableciendo la primacía de la bidimensionalidad del plano pictórico; utiliza diversos métodos avanzados de cubismo sintético para conseguir todo tipo de variaciones ilusionistas. 
En las obras de este periodo que tienen como tema la ciudad, la figura humana aparece despersonalizada y mecanizada, adaptada al ambiente que la circunda. El artista traduce la energía de la vida contemporánea a equivalentes pictóricos; masa, color y forma se confrontan en una multiplicidad de relaciones, creando imágenes independientes que producen sensaciones simultáneas; los planos se disponen de forma equilibrada y las composiciones se organizan por zonas bien definidas de color puro, uniforme y claramente delimitado.  "Los elementos pictóricos de Léger, netos, simples, variados, producen, como las máquinas ideales, efectos de extraordinaria potencia"  (Flint).
En los primeros años veinte colabora con el escritor Blaise Cendrars en algunas películas, y diseña escenografías y trajes para los Ballets suédois de Rolf de Maré. 
En 1923-1924 trabaja en su primera película sin argumento, Ballet mécanique, en la que interviene también Man Ray. En 1924 abre un
taller con Ozenfant, y en 1925 hace sus primeros murales en el Pabellón del L'Esprit Nouveau de Le Corbusier, para la Exposición
Internacional de Artes Decorativas.
Durante los años veinte y treinta, Léger se muestra abierto a los estilos que se desarrollan. Algunos de sus cuadros de estos años muestran ciertas influencias de Kandinsky, de De Stijl y del Surrealismo. 
El tema que más desarrolla en esta época es la figura, en composiciones como Tres mujeres (1921), donde las figuras se muestran despersonalizadas, como volúmenes mecánicos modelados a partir del fondo geométrico, dando un paso más hacia la abstracción, al mismo tiempo que evoca un ambiente art déco. En cuadros como este se acerca claramente al purismo de Ozenfant y Le Corbusier.
En 1931 visita por primera vez los Estados Unidos y, en 1935, el Museo de Arte Moderno de Nueva York y el Instituto de Arte de Chicago exponen su obra. Entre 1940 y 1945 vive en los Estados Unidos a consecuencia de la ocupación nazi del país, y vuelve a Francia al final de la guerra. Durante su estancia en Estados Unidos es profesor de la Universidad de Yale. 
En los últimos diez años de su vida hace ilustraciones de libros, cuadros de figuras monumentales, pinturas murales, vidrieras, mosaicos, esculturas policromas de cerámica y escenografías teatrales. En 1955 gana el gran premio de la Bienal de São Paulo.
Muere el 17 de agosto de ese mismo año en Gif-sur-Yvette, Francia.

## Galería

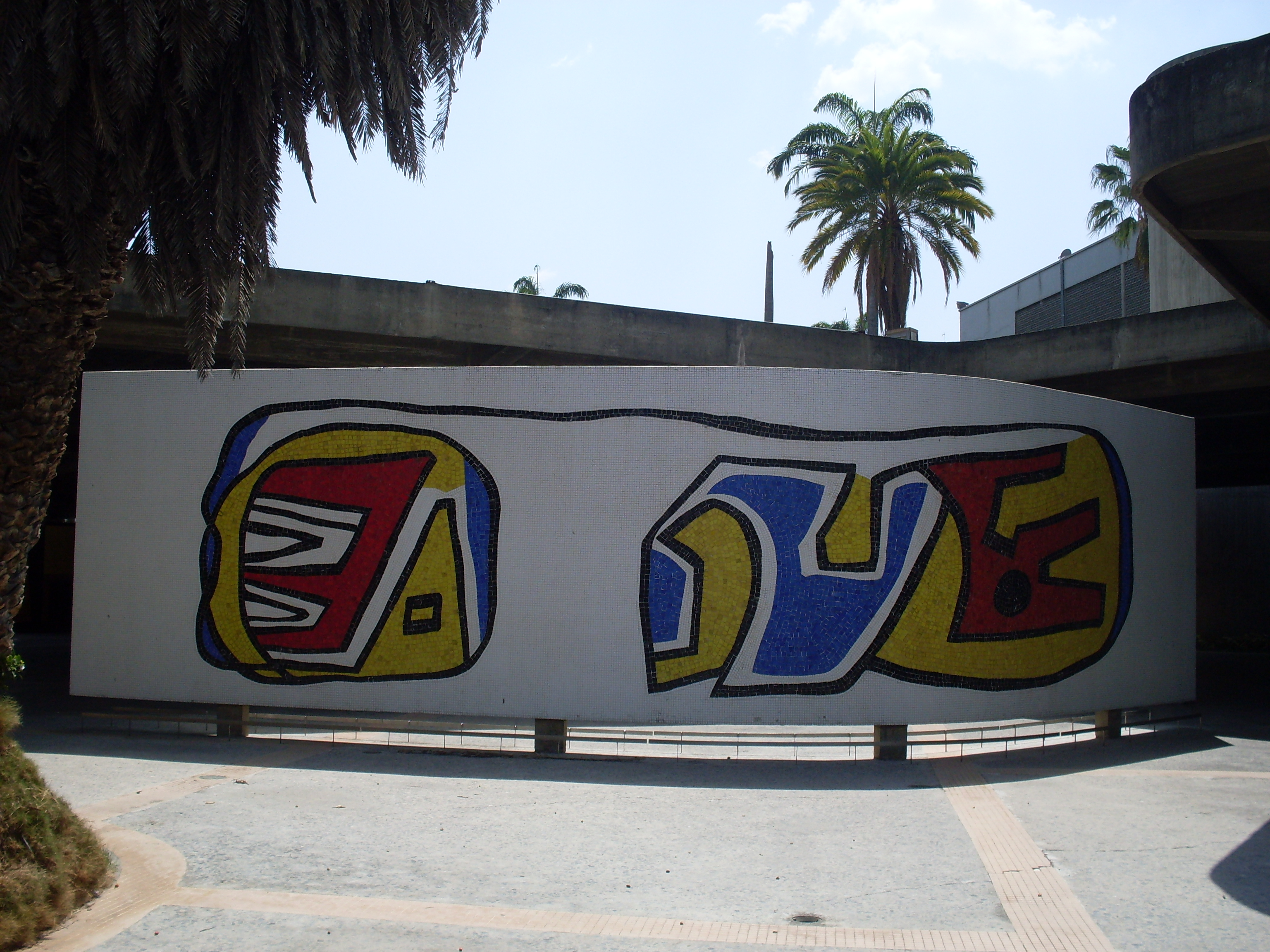
Bimural de Fernand Léger (1954), de Fernand Léger, actualmente en la Ciudad Universitaria de Caracas (Caracas, Venezuela).
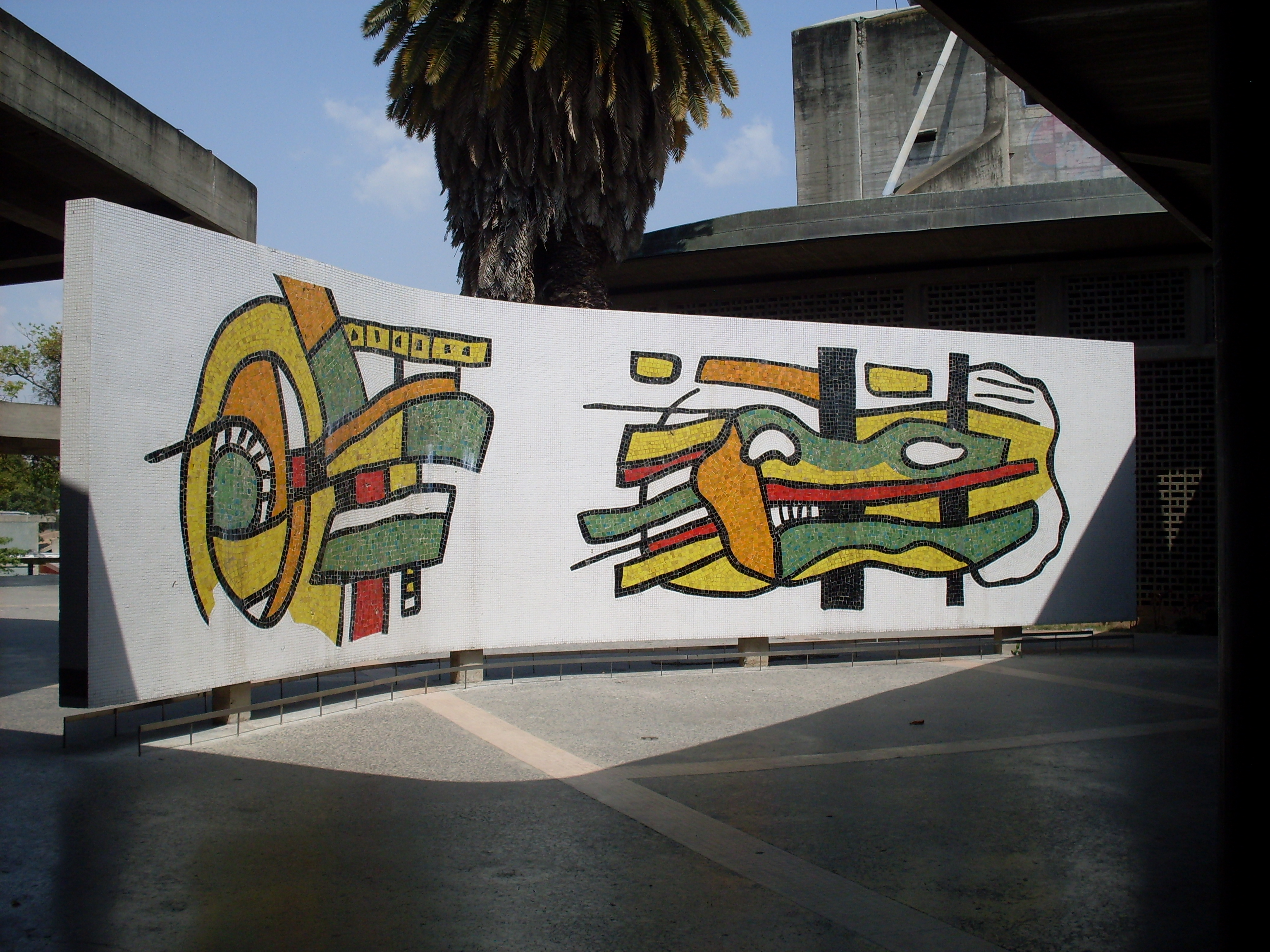
Bimural de Fernand Léger (1954), de Fernand Léger, actualmente en la Ciudad Universitaria de Caracas (Caracas, Venezuela).
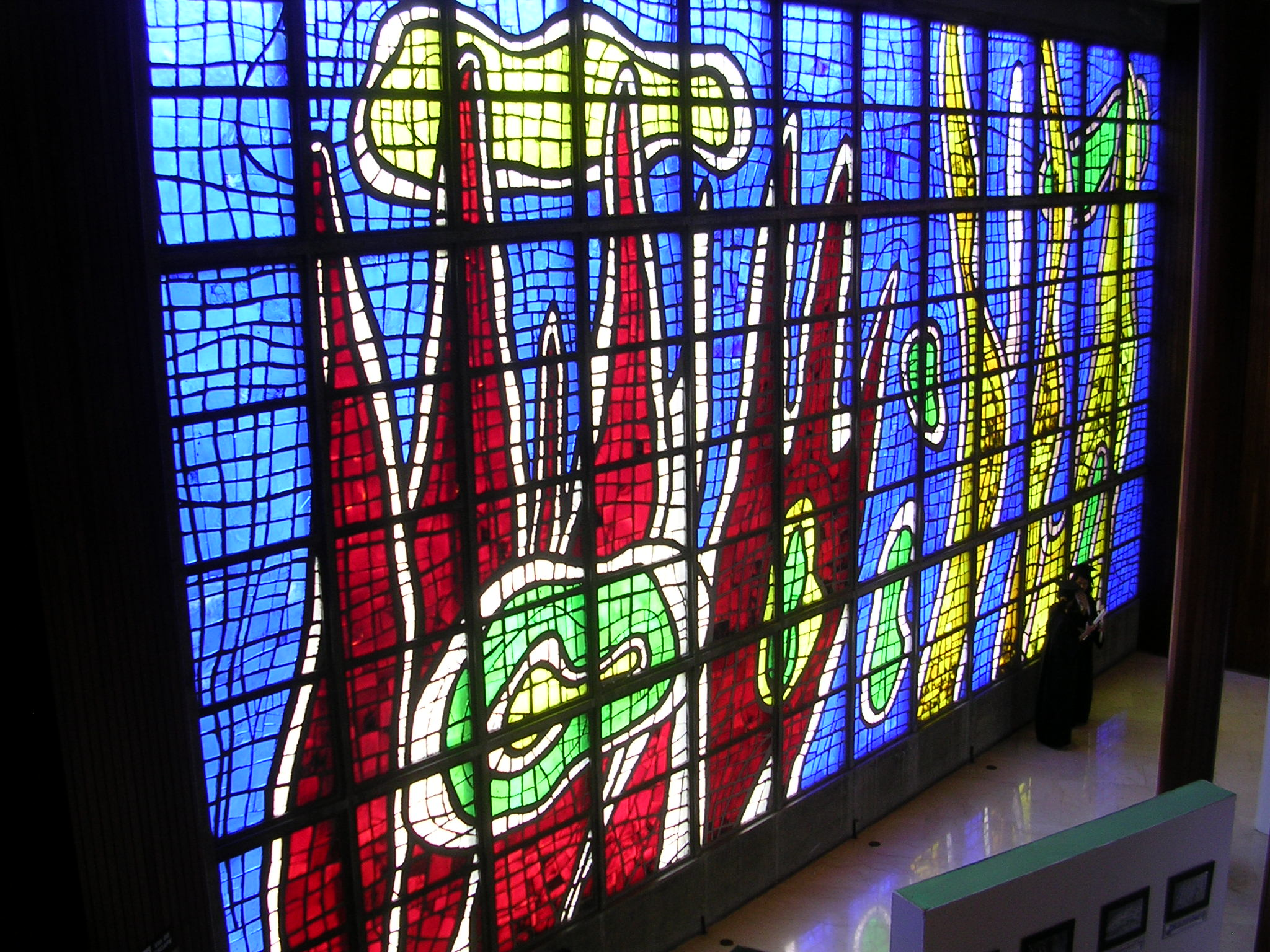
Vitral de Fernand Léger (1954), de Fernand Léger, actualmente en la Ciudad Universitaria de Caracas (Caracas, Venezuela).
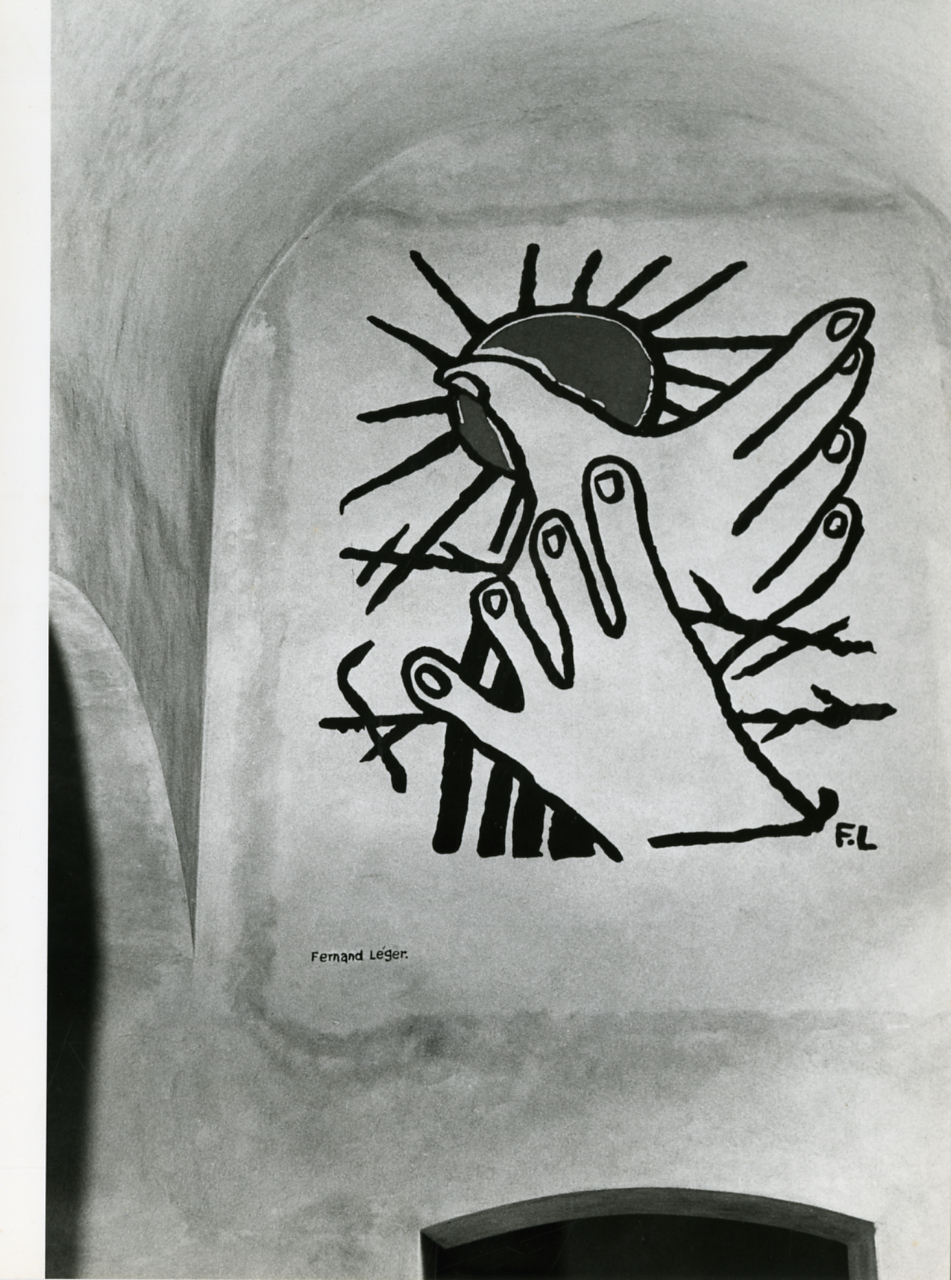
Graffiti, Museo-monumento al deportato politico e razziale, Carpi, Italia. Foto por Paolo Monti, 1973.